# 大相撲造假問題
大相撲造假問題是在2011年所發覺的日本體育比賽造假案件。大相撲為日本相扑协会主办的专业相撲比赛，有二千年歷史，被視為日本國技。
2011年2月2日，日本警方在搜查大相撲棒球賭博問題涉案力士的行動電話短信時意外發現，有一些力士透過短信事先講好勝敗，並進行買賣比賽結果；同日，日本相撲協會組成本案特別調查委員會；同日，日本相撲協會理事長放駒（魁傑將晃）為本案公開道歉，並說本案是「協會存亡的危機」。2011年2月3日，文部科學大臣高木義明在日本眾議院預算委員會報告，日本相撲協會「3人坦承造假」。

## 影響

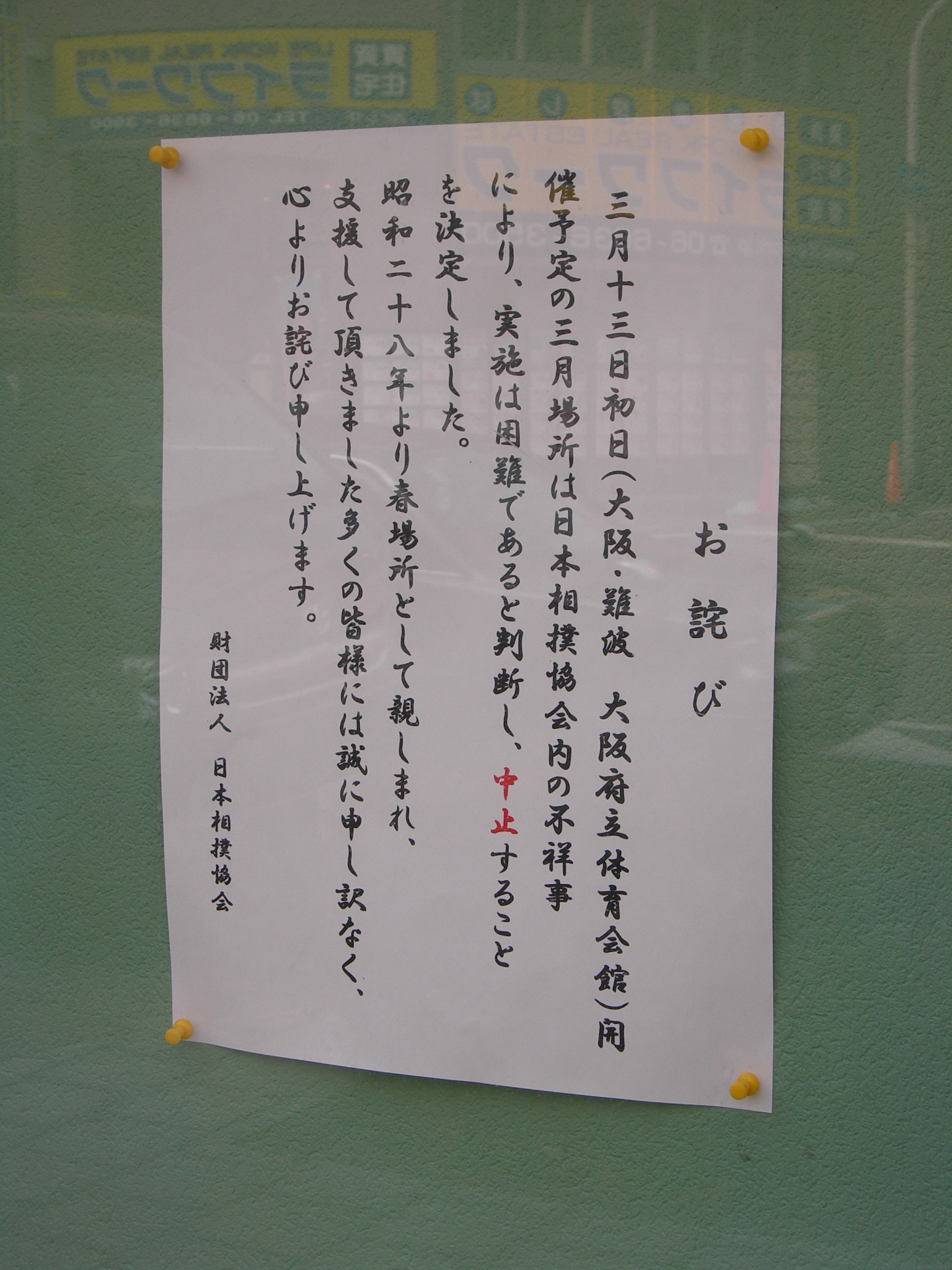
日本相撲協會貼出的平成23年春場所停辦公告

2011年2月6日，日本相撲協會召開臨時理事會，正式決定：停止舉辦原定2011年3月13日在大阪府立體育會館開幕的平成23年春場所。此為日本全國性相撲大賽首次因大相撲力士造假而取消。
2011年3月9日，日本相撲協會成立特別委員會「大相撲新生委員會」，前文部大臣島村宜伸擔任委員長。2011年4月1日，日本相撲協會公布本案懲處名單，涉案力士必須於2011年4月5日前引退，若於2011年4月13日前未引退則予以解雇。涉案力士德瀨川正直等19人於2011年4月5日前提交引退信，蒼國來榮吉與星風芳宏因未於2011年4月13日前引退而被解雇。蒼國來榮吉與星風芳宏以日本相撲協會不當解雇為由，向東京地方裁判所聲請假處分。
- 星風芳宏：2012年5月24日，東京地方裁判所一審判決日本相撲協會解雇有效。2012年10月24日，東京高等裁判所二審判決維持原判，駁回星風芳宏的上訴。2013年10月29日，最高裁判所終審判決維持原判，認定解雇有效。

- 蒼國來榮吉：2013年3月25日，东京地裁一审判决日本相扑协会败诉，认定解雇无效。2013年4月3日，日本相扑协会召開臨時理事會，宣布不提起上诉，并特例允许苍国来荣吉的复归。